# Młodzianowo (gromada)
Młodzianowo – dawna gromada, czyli najmniejsza jednostka podziału terytorialnego Polskiej Rzeczypospolitej Ludowej w latach 1954–1972.
Gromady, z gromadzkimi radami narodowymi (GRN) jako organami władzy najniższego stopnia na wsi, funkcjonowały od reformy reorganizującej administrację wiejską przeprowadzonej jesienią 1954 do momentu ich zniesienia z dniem 1 stycznia 1973, tym samym wypierając organizację gminną w latach 1954–1972.
Gromadę Młodzianowo z siedzibą GRN w Młodzianowie utworzono – jako jedną z 8759 gromad na obszarze Polski – w powiecie makowskim w woj. warszawskim, na mocy uchwały nr VI/10/6/54 WRN w Warszawie z dnia 5 października 1954. W skład jednostki weszły obszary dotychczasowych gromad Budzyno-Nawiry, Kobylin, Kobylinek, Młodzianowo, Obiecanowo, Obłudzin i Popielarka ze zniesionej gminy Płoniawy tymże powiecie. Dla gromady ustalono 11 członków gromadzkiej rady narodowej.
29 lutego 1956 do gromady Młodzianowo przyłączono wieś Krzyżewo Nadrzeczne z gromady Krzyżewo Marki w tymże powiecie.
31 grudnia 1959 z gromady Młodzianowo wyłączono (a) wsie Budzyno-Nawiry i Obiecanowo, włączając je do gromady Grzanka, (b) wieś Popielarka, włączając ją do gromady Krzyżewo-Marki oraz (c) wieś Krzyżewo Nadrzeczne, włączając ją do gromady Płoniawy-Bramura w tymże powiecie, po czym gromadę Młodzianowo zniesiono a jej (pozostały) obszar włączono do gromady Węgrzynowo tamże.